# Tapinanthus forbesii
Tapinanthus forbesii là một loài thực vật có hoa trong họ Loranthaceae. Loài này được (Sprague) Wiens miêu tả khoa học đầu tiên năm 1978.